# Delfinartige
Die Delfinartigen (Delphinoidea) bilden eine Überfamilie innerhalb der Ordnung der Wale (Cetacea). Sie fassen die drei Familien der Gründelwale (Monodontidae), der Schweinswale (Phocoenidae) und der Delfine (Delphinidae) zusammen.

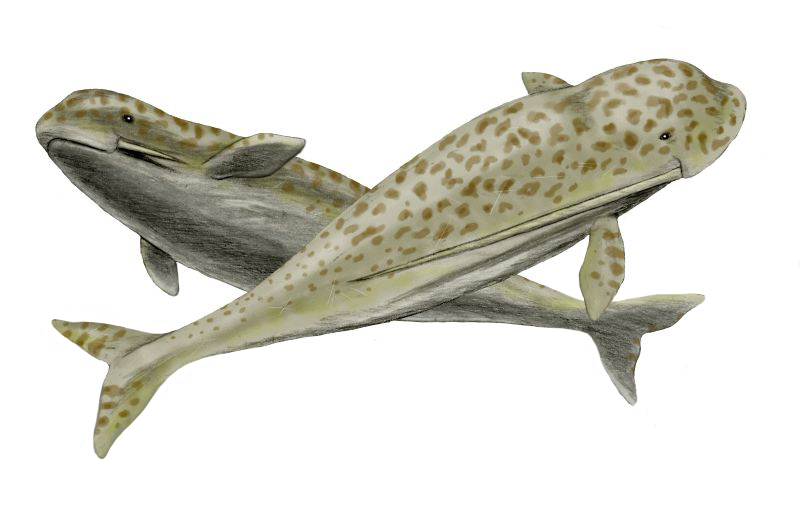
Odobenocetops leptodon ist ein Vertreter einer ausgestorbenen Familie (Odobenocetopsidae) der Delfinartigen aus dem Zancleum (ca. 5,332–3,6 mya) von Südamerika.

Trotz beträchtlicher Unterschiede in der Körperform weisen diese drei Gruppen Übereinstimmungen etwa im Bau des Schädels auf und haben – verglichen mit anderen Walen – einen relativ unspezialisierten Körperbau. Die nahe Verwandtschaft dieser drei Gruppen wurde auch durch molekulargenetische Untersuchungen bestätigt. Dabei ergab sich, dass Gründel- und Schweinswale Schwestertaxa sind und näher miteinander verwandt als mit den Delfinen. Die Monophylie jeder der drei Familien konnte ebenfalls bestätigt werden.
Die Delfinartigen sind weitgehend Meeresbewohner, wenngleich manche Arten (wie der Sotalia oder der Glattschweinswal) oft auch im Süßwasser zu finden sind. Die verschiedenen Gruppen der Flussdelfine, die früher als nahe Verwandte der Delfine betrachtet wurden, sind nur entfernt mit diesen drei Gruppen verwandt.